# Kalbachtunnel
Der Kalbachtunnel (auch: Kalbacher Tunnel) ist ein 1298 m langer Eisenbahntunnel der Schnellfahrstrecke Hannover–Würzburg, südlich von Fulda. Er liegt auf dem Gebiet der osthessischen Gemeinde Kalbach und trägt daher deren Namen.
Die Baukosten laut Abrechnung (ohne Mehrwertsteuer) beliefen sich auf 31,7 Millionen D-Mark (rund 16,2 Mio. Euro; Preisstand: etwa 1985).

## Verlauf
Der Tunnel verläuft in nord-südlicher Richtung. Die Trasse verläuft im Tunnel dabei weitgehend in einer Rechtskurve von 6.000 m Radius, an die sich im nördlichen Viertel ein Übergangsbogen anschließt. Die Gradiente steigt zum Südportal hin durchgängig mit 12,5 Promille an.
Am Nordportal (Bau-Km 231,282) liegt die Schienenoberkante auf einer Höhe von 346,758 m ü. NN, am Südportal (Bau-Km 232,850) von 362,984 m. Die Überdeckung (Bergfirst) liegt bei bis zu 57 m.

### Geologie
Der Tunnel durchörtert Schichten des Mittleren Buntsandsteins sowie tertiäre Sedimente.

## Geschichte

### Planung
Der Tunnel bildete, zusammen mit einem 140 m langen Voreinschnitt im Norden und einem 122 m Voreinschnitt im Süden das Los 2 eines 2.875 m langen Bauabschnitts (Bau-Km 229,810 bis 232,685). Der Abschnitt wurde im August 1982 ausgeschrieben und am 21. September gleichen Jahres submissiert. Am 12. November 1982 wurde der Bauauftrag für eine Auftragssumme von 57.254.000 D-Mark vergeben (rund 27,3 Millionen Euro; Preisstand: 1982).
In der Planungs- und Bauphase wurde der Tunnel auch als Objekt 81 bezeichnet.

### Bau
Der Bau des Tunnels wurde Ende 1982 vergeben. Die schriftliche Auftragsbestätigung wurde am 1. März 1983 zugestellt.
Der Bau begann am 1. März 1983 am nördlichen Voreinschnitt. Der Vortrieb, vom Nordportal in südliche Richtung, begann am 5. Mai gleichen Jahres. Offiziell angeschlagen wurde der Tunnel im August 1983. Die geplante Länge lag dabei bei 1.260 m.
Die Kalotte wurde am 30. April 1984 durchgeschlagen, die Strosse am 14. Mai 1985. Am 27. Dezember 1985 wurden die Bauarbeiten abgeschlossen. Die Tunnelpatenschaft hatte Ilse Müller übernommen.
Die 1298 m lange Röhre (gemessen wurde der Abstand zwischen den beiden Portalfußpunkten) wurde fast vollständig, auf einer Länge von 1263,0 m, in bergmännischer Bauweise errichtet. 35 m, im Bereich der Portalbauwerke, wurden in offener Bauweise erstellt.
Der Ausbruchsquerschnitt lag zwischen 108 und 141 m², der Nutzquerschnitt zwischen 81 und 99 m². Die maximale Ausbruchshöhe (Sohle–Scheitel) lag bei 11,60 m, die hergestellte Tunnelhöhe (Schienenoberkante–Scheitel) bei 7,78 m. Insgesamt wurden 149.150 m³ Fels ausgebrochen, für die Voreinschnitte wurden 160.100 m³ Material abgetragen. Die Überschussmassen wurden, zusammen mit denen des Hartbergtunnels, auf der Deponie Roppesgraben bei Niederkalbach eingelagert. Während der Bauphase fiel kein Tunnelwasser an.
Für das Außengewölbe wurden 8.300 m³ Spritzbeton eingesetzt, für das Innen- und Sohlgewölbe wurden 24.670 m³ Beton. Insgesamt 208 t Stahl wurden für die Bewehrung der Innenschale und der Portale aufgewendet.
Mit der Errichtung beauftragt war die ARGE Hartberg- und Kalbachtunnel, die aus sechs Unternehmen bestand.

### Ausblick
Die Antragsvariante der Neubaustrecke Gelnhausen–Fulda soll unmittelbar südlich des Tunnels in die Schnellfahrstrecke niveaufrei einfädeln.